# Bronisław (herb szlachecki)
Bronisław – polski herb szlachecki.

## Opis herbu
W polu czerwonym między ramionami, zbrojnymi w pałasze, zwróconymi do siebie, półtora krzyża srebrnego, bez lewego dolnego ramienia, nad nim w złotym półksiężycu sześcioramienna gwiazda srebrna. Nad hełmem korona.

## Najwcześniejsze wzmianki
Nadany Janowi Kuźniczów 18 stycznia 1812 przez Fryderyka Augusta, króla saskiego i księcia warszawskiego wraz z prawem do dziedzicznego szlachectwa.

## Herbowni
Jedna rodzina herbownych (herb własny):
Kuźniczów (Kuźniczow)